# Korsvägen, Oskarshamns kommun
Korsvägen är en liten by i Oskarshamns kommun, Kalmar län. Orten ligger längs med riksväg 47 mellan Oskarshamn och Skruvshult.